# Lyciasalamandra atifi
Lyciasalamandra atifi é uma espécie de anfíbio caudado pertencente à família Salamandridae. Endêmica da Turquia.